# Dioscuria
Dioscuria  è una caratteristica di albedo della superficie di Marte.